# Jean Picard
Jean-Felix Picard, cunoscut ca abatele Picard, (n. 21 iulie 1620, La Flèche, Pays de la Loire, Franța – d. 12 iulie 1682, Paris, Regatul Franței) a fost un astronom și un geodez francez.
A fost primul care a calculat, cu precizie, raza Pământului.

## Biografie
A studiat în orașul natal, La Flèche, la colegiul iezuit Henry-Le-Grand.
În 1655 el a fost numit profesor de Collège royal. A fost unul dintre primii 21 de membri ai Academiei Franceze de Științe la fondarea acesteia la Paris, în 1666.

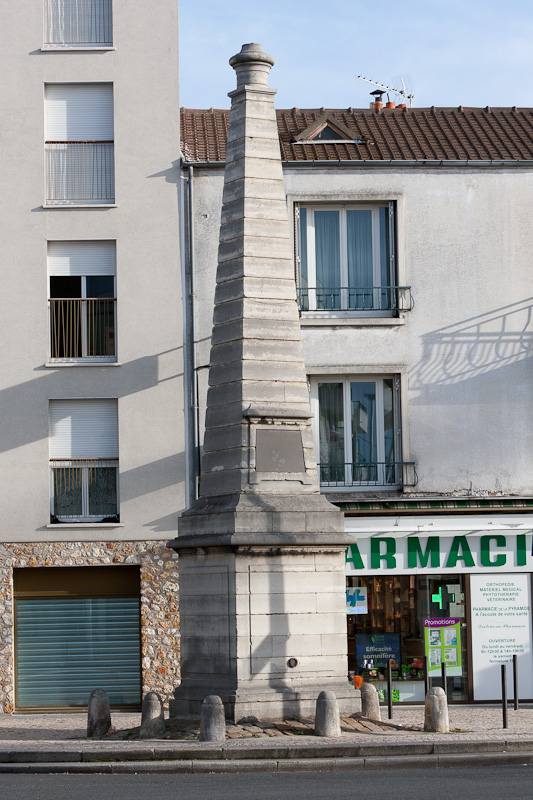
Una dintre cele două piramide care marchează extremităţile bazei geodezice a lui Jean Picard aflată la Juvisy-sur-Orge. Cealaltă este la Villejuif.

În 1667-1668 a lucrat împreună cu astronomul Adrien Auzout.
Este inventatorul unei lunete care i-a permis să realizeze nivelmente cu o precizie de ordinul de 1 centimetru pe kilometru.
În 1669-1670 Academia de Științe l-a însărcinat cu măsurarea arcului de meridian între Paris și Amiens. Măsurătorile prin triangulație l-au condus la un rezultat de 111 până la 112 km pentru un grad de latitudine, ceea ce dă o rază terestră de 6.372 km, raza măsurată în prezent fiind de 6.371 km.
În anul 1671 Picard a plecat în Danemarca să facă relevmentul observatorului lui Tycho Brahe, pe insula Hven. L-a invitat pe astronomul Rømer să-l însoțească la reîntoarcerea la Paris.
Picard a colaborat și a corespondat cu mulți oameni de știință, printre care Isaac Newton, Christiaan Huygens, Ole Rømer, Rasmus Bartholin, Johann Hudde, și chiar cu principalul său concurent, Giovanni Cassini. Aceste corespondențe l-au condus pe Picard la contribuții din domenii ale științei aflate în afara geodeziei, precum aberația luminii pe care a observat-o în timp ce se afla în Danemarca, la Uraniborg.

### Apele de la Versailles
Specialist în relevee de nivelment, Colbert a făcut apel la Jean Picard, deoarece avea îndoieli în privința proiectului unui canal de la Loara la Versailles. Acest proiect propus regelui Ludovic al XIV-lea de către Riquet, cel care a conceput Canal du Midi, viza alimentarea fântânilor și bazinelor din parcul Castelului de la Versailles, mari consumatoare de apă. Picard a demonstrat că priza de apă intenționată, de pe Loara, era mai joasă decât domeniul Versailles și, prin urmare, de nerealizat.
Dar fiind îngrijorat să găsească o soluție problemei, prospectând împrejurimile Versailles-ului, Picard a constatat că mlaștinile situate la Trappes și la Bois d'Arcy, la sud-vest de Versailles, sunt mai înalte decât rezervoarele de la Versailles. Trebuiau barate gurile de scurgere ale apelor spre valea Bièvre și amenajate astfel iazurile Trappes Saint-Quentin, de la Bois d'Arcy și de la Bois Robert. Două rigole asigură scurgerea apelor de ploaie spre Versailles. Un apeduct subteran aduce apele de la iazul Saint-Quentin la rezervoarele Gobert și la „bassin des Suisses”. Acest apeduct prezintă o pantă de 2,93 metri pe o lungime totală de 11 km, cu alte cuvinte, pe o pantă mai mică de 0,3 mm/m, ceea ce constituie o lucrare remarcabilă pentru acea epocă.
Jean Picard a lăsat un Traité du nivellement, publicat cu titlu postum de către Philippe de La Hire.

## Scrieri
- Mesure de la terre de Jean Picard (1671) lucrare disponibilă pe site-ul Google Cărți
- Connaissance des Temps
- Voyage à Uraniborg
- Traité du nivellement de Jean Picard (1684) lucrare disponibilă pe site-ul Google Cărți

## Omagii
- În 1740 Academia Franceză de Științe, al cărui membru a fost de la fondare (1666), a pus să se ridice două piramide pe marginea drumului spre Paris, la Juvisy-sur-Orge și la Villejuif, în memoria lucrărilor lui Jean Picard, cele două puncte servindu-i de bază la triangulația folosită pentru măsurarea Pământului.
- Un crater de pe Lună îi poartă numele.

### Măsurile diametrului solar
Jean Picard a efectuat măsurări ale diametrului solar. Satelitul francez de observare a Soarelui, Picard, a fost denumit în onoarea lui Jean Picard. Măsurătorile făcute de el, în timpul minimului lui Maunder (1645 - 1715), sunt și acum folosite pentru evaluarea influenței constantei solare asupra încălzirii globale.

## Instrumentele lui Picard
Picard a conceput el însuși instrumente de măsură și a fost primul care a folosit o lunetă prevăzută cu un reticul.
Planșe din Encyclopédie méthodique:

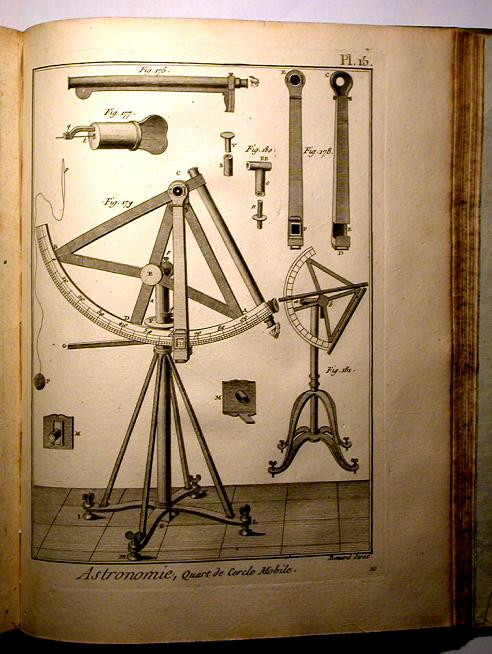
Sfert de cerc mobil. Sfertul de cerc din dreapta jos, prevăzut cu două lunete, este analog celui folosit de Picard.
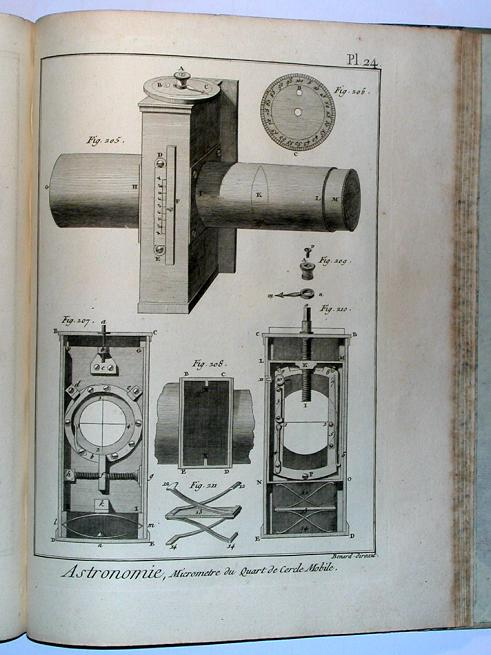
Micrometru al sfertului de cerc mobil. Detalii ale micrometrului lui Auzout.
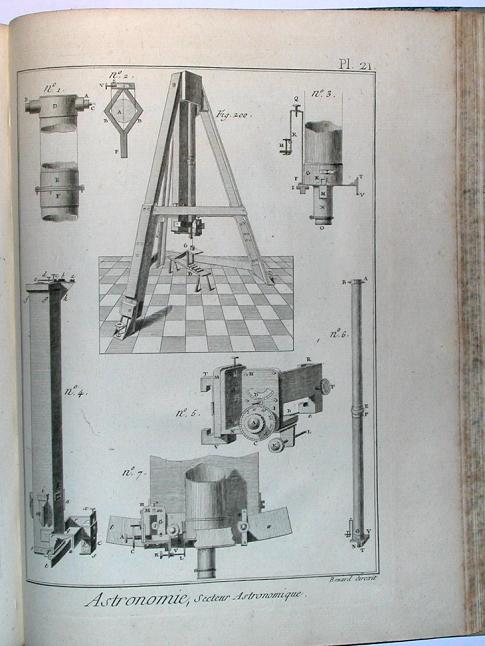
Sector astronomic de mică amplitudine și de rază mare, analog celui folosit de Picard pentru determinarea latitudinilor.